# Ross Wilson (tenis de mesa)
Ross Wilson (nacido el 5 de junio de 1995) es un jugador británico paralímpico de tenis de mesa.
Compitió en los Campeonatos Europeos de 2011 en Split, Croacia, ganando la plata, y obtuvo otra medalla de plata en el Abierto de Bayreuth 2011, Bayreuth, Alemania, compitiendo en los individuales masculinos clase 8. También ha sido un dos veces campeón nacional de dobles en competición con jugadores sin discapacidades. En los Juegos Paralímpicos de Verano de 2012,  ganó una medalla de bronce en la clase 6-8 masculina por equipos.

## Vida personal
Wilson nació en Minster, Kent. Tiene una condición genética que afecta a sus huesos y su crecimiento.